# 哈維爾·埃斯波特·薩莫拉
哈維爾·埃斯波特·薩莫拉（1979年10月30日—）是安道爾政治人物，安道爾民主主義者黨主席，2019年安道爾國會選舉拿下勝利並接替安東尼·馬蒂擔任安道爾首相一職至今。